# Bastilla (geslacht)
Bastilla is een geslacht van vlinders van de familie spinneruilen (Erebidae), uit de onderfamilie Catocalinae.

## Soorten
- B. proxima (Hampson, 1902)
- B. redunca Swinhoe, 1900